# Železniško postajališče Otoče
Železniško postajališče Otoče je eno izmed železniških postajališč v Sloveniji, ki oskrbuje naselje Otoče. V obdobju pred razmahom osebnega motornega in avtobusnega prometa so jo precej uporabljali tudi romarji v Brezje.
V Otočah je najprej stala majhna lesena postaja, ki ni zadoščala velikemu številu romarjev v Brezje (Otoče so namreč Brezjam najbližji kraj ob železniški progi). Med obema svetovnima vojnama so zato na pobudo brezjanskega tujsko - prosvetnega društvo zgradili večjo postajo, ki stoji še danes.